# Theodoor Verhulsdonck
Theodoor Verhulsdonck was een in het Rijnland geboren Belgische sterk anticommunistische collaborateur tijdens de Tweede Wereldoorlog. In augustus 1943 werd hij in Antwerpen hoofd van de anticommunistische afdeling van de Duitse Sicherheitsdienst (SD).

## Biografie
Tijdens de Eerste Wereldoorlog vocht Verhulsdonck aan het westfront. Na de oorlog maakte hij deel uit van de bezettingsmacht in het Rijnland, waar hij naar eigen zeggen in 1924 werd ingezet om communistische opstanden te onderdrukken.
Tijdens de Tweede Wereldoorlog was hij verantwoordelijk voor verschillende arrestaties, waarbij zich ook schuldig maakte aan Sippenhaftung, de collectieve bestraffing van onschuldige gezinsleden van verdachten. In 1944 slaagde Verhulsdonck er niet in een vrouw te arresteren die verdacht werd hulp te bieden aan neergeschoten geallieerde piloten, waarna hij haar ouders oppakte. De Militärverwaltung liet hen twee dagen later weer vrij. Verhulsdonck liet de ouders echter opnieuw arresteren en opsluiten in het Fort van Breendonk van waaruit ze later naar Duitsland werden gedeporteerd, waar beiden omkwamen.
Nadat de geallieerden in augustus 1944 Antwerpen bevrijdden, verhuisde Verhulsdoncks sectie van de SD naar Apeldoorn, waar ze tot 8 mei 1945 actief bleef. Ze slaagden erin een aantal verzetsstrijders te identificeren nadat een belangrijke verzetsleider (Berend Dijkman, alias Piet van Veluwe) tijdens het verhoor brak en zijn groep verraadde. Wat ook niet hielp was dat de SD zijn persoonlijke archief had gevonden. Dijkman werd op 29 maart 1945 geëxecuteerd als represaille voor de dood van een aantal Wehrmachtsoldaten. Ook andere arrestanten werden gefusilleerd, onder meer als represaille na de aanslag op Hanns Rauter. Verhulsdonck was niet betrokken bij de executies, maar zijn afdeling verplichtte voorbijgangers langs de rij lichamen te stappen.
In de nacht van 12 op 13 april 1945 werden verzetsleden in Lager Mia geliquideerd. Het executiepeloton bestond uit de leiding van de Antwerpse Sipo-SD (waaronder Verhulsdonck) en SS’ers.
Na de oorlog werd Verhulsdonck aangeklaagd. Tijdens zijn verhoren motiveerde hij de harde behandeling, en marteling, van gevangenen in het Fort van Breendonk als volgt: "Verder zal het wel onnodig zijn te wijzen op den aard der ‘K.P.’ leden: het golden gewoonlijk allen ‘fanatieke idealisten’, die maar niet zo gemakkelijk aan ’t praten gingen en die veelal goed geschoold waren".